# Annual Review of Condensed Matter Physics
Annual Review of Condensed Matter Physics is een internationaal, aan collegiale toetsing onderworpen wetenschappelijk tijdschrift op het gebied van de fysica van de gecondenseerde materie.
Het publiceert voornamelijk overzichtsartikelen en heeft dan ook een relatief hoge impactfactor.
De naam wordt in literatuurverwijzingen meestal afgekort tot Annu. Rev. Conden. Ma. P.